# محمد شبانة
محمد لطفى شبانة (ولد في 31 مارس 1931) ضابط طيار مصري كان قائد القوات الجوية المصرية من 6 أبريل 1980 حتى 15 أبريل 1982.
في نهاية مارس 1982 تلقى شبانة شخصياً 6 طائرات من طراز جنرال دايناميكس إف-16 فايتينغ فالكون كجزء من ترقية أسراب مقاتلات إف-16 المصرية.